# Arlene Vincent Mark
Arlene Vincent-Mark (sinh ngày 6 tháng 10 năm 1954) là một vận động viên chạy đường dài Grenadian đã nghỉ hưu, người đại diện cho đất nước của bà tại Thế vận hội Mùa hè 1988 trong cuộc đua marathon của phụ nữ, xếp thứ 62.